# Moča
Moča es un municipio del distrito de Komárno en la región de Nitra, Eslovaquia, con una población estimada a final del año 2024 de 1145 habitantes.
Se encuentra ubicado al suroeste de la región, cerca de los ríos Danubio y Váh, y de la frontera con Hungría.

## Demografía
| Año        | 1994 | 2004    | 2014    | 2024    |
| ---------- | ---- | ------- | ------- | ------- |
| Población  | 1190 | 1173    | 1133    | 1145    |
| Diferencia |      | −1,42 % | −3,41 % | +1,05 % |

| Año        | 2023 | 2024    |
| ---------- | ---- | ------- |
| Población  | 1149 | 1145    |
| Diferencia |      | −0,34 % |